# کارمراشن (روستای سابق)
کارمراشن (روستای سابق)  یک عوارض جغرافیایی در ارمنستان است که در استان آراگاتسوتن واقع شده‌است.  در  کیلومتری شمال آشتاراک، مرکز استان آراگاتسوتن واقع شده است.